# 小林毅二

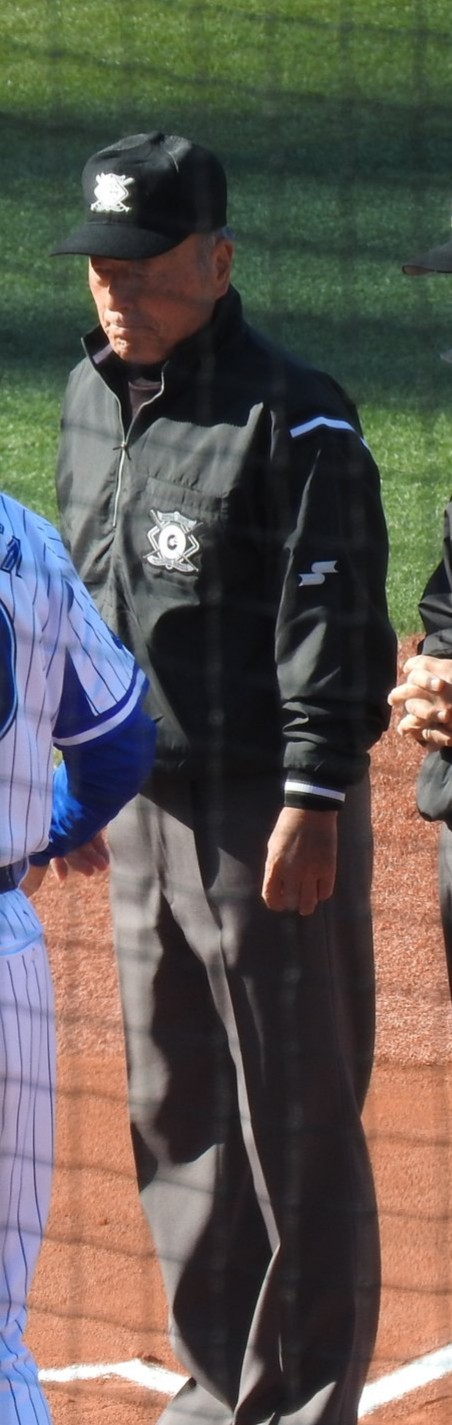
2017年11月23日 横浜スタジアムにて

小林 毅二（こばやし たけじ、1946年8月20日 - ）は、日本の元プロ野球審判員。前セントラル・リーグ審判部長、元審判部指導員。審判員袖番号は13（1988年初採用からだが、セ・リーグ審判は指導員に転じても袖番号を返上しないという通例があるので指導員となった際も付けていた）。2010年限りで指導員からも引退。東京都品川区出身。

## 来歴・人物
荏原高校から日本大学卒業後、丸井勤務のかたわら東京都高野連および首都大学リーグ審判を経て、1972年セントラル・リーグ審判部入局。1997年より副部長、2000年から審判部長を務め、2003年12月に退任。2005年よりプロ野球マスターズリーグの審判員を務める。現在では、資格回復をして、東京都高野連および首都大学リーグの審判員として活動している。
1994年10月8日中日対巨人26回戦（ナゴヤ）で審判部役員の推薦により球審を任されたり、1988年 - 1998年まで11年連続出場を含む日本シリーズ出場12回（1988年～1998年、2000年）で主にトップクラスの審判員が任される第1戦での球審（1990年・1992年・1994年・2000年）を任されるなどした。
また、1999年8月7日のヤクルト対阪神18回戦（神宮球場）で、阪神の野村克也監督を退場に処した唯一の審判員でもあり、天性のジャッジセンスを持ちながら1985年に現役を引退した三浦真一郎とは、日大時代の同級生だった。
1986年からインサイドプロテクターを着用し、1987年から球審時の構えをシザーススタンスに変更。シーズン初めや終盤、および日本シリーズで屋外球場でナイトゲームとなると肌寒い気候になるが、小林は球審時ブレザーを着ずに半袖シャツで球審をすることが多かった。なお小林は多くの球審が布製のボール袋を使用する中、現役引退まで皮革製のボール袋を使用していた。
マスターズリーグでは、布製のボール袋を使用している。
1993年から小林和公審判が入局したこともあり、以降スコアボード等には「小林毅」と表示されていた。

## 審判出場記録
- 初出場：1974年6月18日、大洋対阪神10回戦（川崎球場）、左翼外審
- 出場試合数：2898試合
- オールスター出場：6回（1984年、1988年、1994年、1995年、1999年、2000年）
- 日本シリーズ出場：12回（1988年～1998年、2000年）

（記録は2003年シーズン終了時）